# بنجامين غريغوري
بنجامين غريغوري (6 أكتوبر 1863 - 27 يناير 1951)  (بالإنجليزية: Benjamin Gregory)‏ هو لاعب كريكت بريطاني (وحمل سابقاً جنسية المملكة المتحدة لبريطانيا العظمى وأيرلندا).